# Tramea carolina
Tramea carolina is een libellensoort uit de familie van de korenbouten (Libellulidae) en de onderorde van de echte libellen (Anisoptera).
De soort staat op de Rode Lijst van de IUCN als niet bedreigd, beoordelingsjaar 2007; de trend van de populatie is volgens de IUCN stabiel.
De wetenschappelijke naam Tramea carolina is gepubliceerd in 1763 door Linnaeus.